# Grand slam (strip)
Grand slam is een Belgische stripreeks die begonnen is in juni 1990 met Raymond Reding als schrijver en tekenaar.

## Albums
| Nummer | Titel                  | Uitgever   | Schrijver      | Tekenaar       |
| ------ | ---------------------- | ---------- | -------------- | -------------- |
| 1      | De 3e arm van Kan Shin | Le Lombard | Raymond Reding | Raymond Reding |